# Псыщевский сельсовет
Псыщевский сельсовет (бел. Псы́шчаўскі сельсавет) — упразднённая административная единица на территории Ивановского района Брестской области Белоруссии.

## История
12 июля 2013 года Дружиловичский сельсовет упразднён, территория включена в состав Опольского сельсовета.

## Состав
Псыщевский сельсовет включал 5 населённых пунктов:
- Вартыцк — деревня.
- Лучки — деревня.
- Псыщево — агрогородок.
- Святополка — деревня.
- Упирово — деревня.